# Anfora

Anfora di tipo Dressel 1B
Legenda : 1: orlo - 2: collo - 3: ansa - 4: spalla - 5: corpo - 6: piede

L'anfora (dal greco ἀμφορεύς, da ἀμφί + φέρομαι, "esser portato da entrambe le parti", attraverso il latino amphora) è un vaso di terracotta a due manici, definiti anse, di forma affusolata o globulare utilizzato nell'antichità per il trasporto di derrate alimentari liquide o semiliquide, come vino, olio, salse di pesce, conserve di frutta, miele, ecc. Si possono classificare in fenicie o puniche, greche, etrusche, della Magna Grecia (greco-italiche antiche) e romane.
L’anforologia è la disciplina che si occupa di studiare le anfore per migliorare le conoscenze archeologiche e storiche dei popoli antichi che le utilizzarono; le anfore, infatti, costituiscono una ricca testimonianza del proprio tempo: attraverso di esse si possono capire le tecniche di fabbricazione utilizzate, si possono individuare i centri di produzione dei contenitori e dei contenuti, si possono ricostruire le antiche rotte commerciali e così via.

## Classificazione

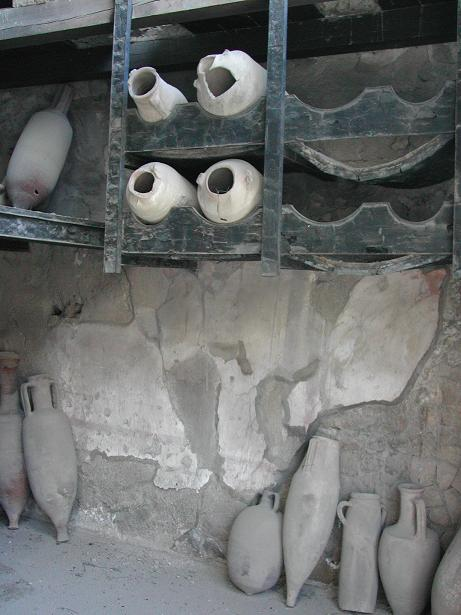
Tipi diversi di anfore romane rinvenute negli scavi archeologici di Ercolano.

Per comodità le anfore vengono catalogate secondo “tipi” definiti dalla somma delle caratteristiche di alcuni elementi morfologici, considerati nel loro insieme; tuttavia, bisogna considerare che il concetto di “tipo anforico” è abbastanza elastico: di uno stesso tipo esistono numerose varianti dovute alla fabbricazione manuale, all’evoluzione locale e a quella imitativa di questi contenitori. La denominazione dei tipi anforici può discendere: dal nome di una località (es. Camuludunum 184), dal nome di uno studioso (es. Keay VI), dal nome di un inventario o da quello del contesto di scavo (es. Agora M273), o ancora da caratteristiche fisiche dell'anfora stessa (es. "hollow foot amphora") o dall'arco cronologico di diffusione (es. "Late Roman Amphora 2").

### Classificazione delle anfore romane
Nel mondo romano, esisteva una grande varietà di anfore, ognuna con caratteristiche specifiche a seconda della funzione e del contenuto. La classificazione di questi contenitori è un compito complesso, affrontato da diversi studiosi nel corso del tempo.   
Una delle classificazioni più note è quella proposta da Heinrich Dressel alla fine del XIX secolo. Nel 1872, con l'aiuto di padre Luigi Bruzza, Heinrich Dressel iniziò a classificare i frammenti di anfore rinvenute sul monte Testaccio (un'enorme discarica di anfore situata a Roma, e che testimonia l'intenso commercio e l'elevata produzione di questi contenitori) e nel Castro Pretorio, e aventi almeno un bollo o un titulus pictus. La tabella Dressel, pur con i suoi limiti, rimane un punto di riferimento per gli studiosi. 
Altre classificazioni importanti sono state elaborate da Lamboglia e Benoit, focalizzandosi sulle anfore ritrovate lungo le coste francesi.   

## L'anfora greca

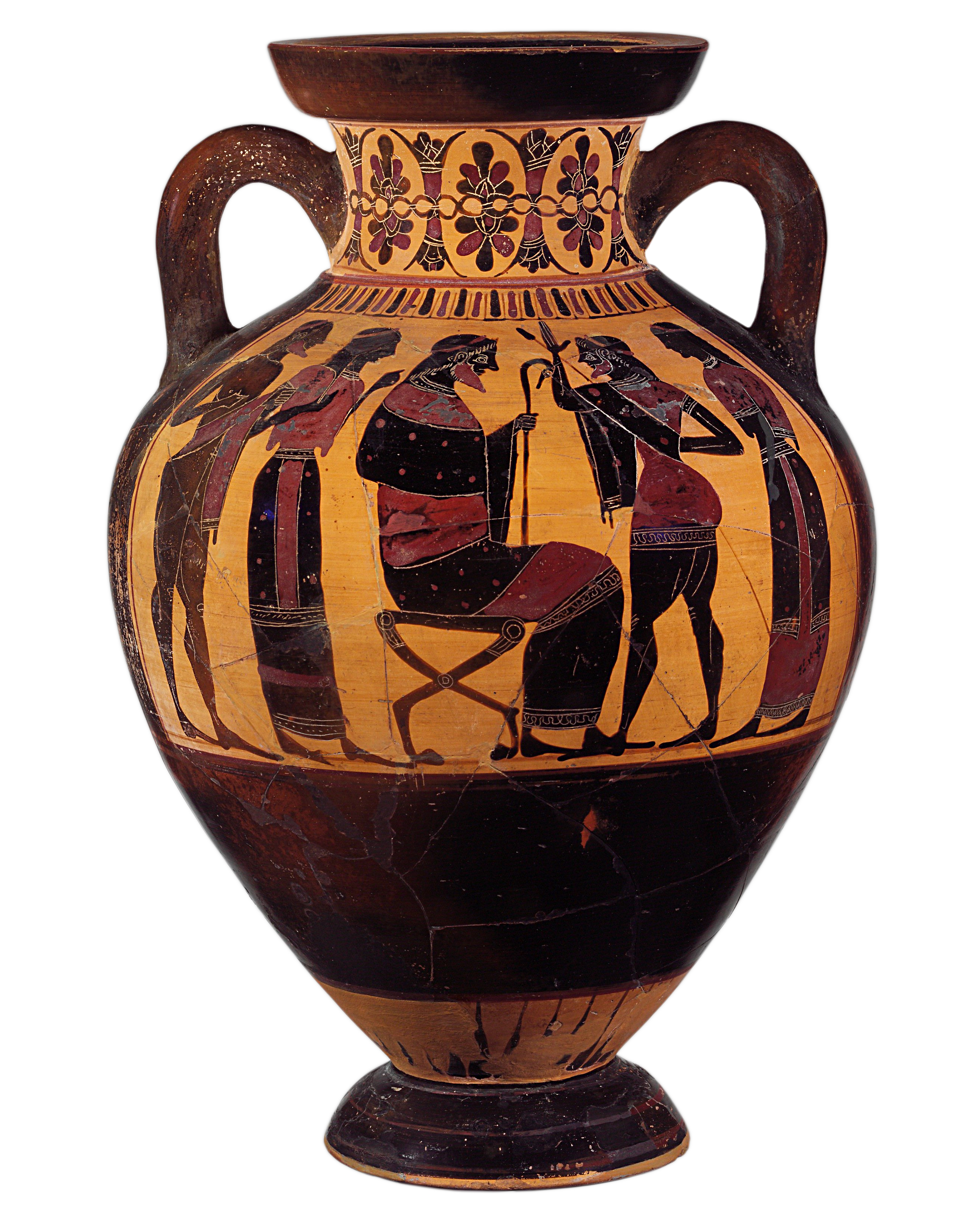
Anfora greca a figure nere, risalente al 550-540 a.C., raffigurante un vecchio re o un uomo seduto in mezzo a due uomini e due donne.

Il termine anfora (dal greco amphorèus) è utilizzato per una forma ceramica greca decorata, caratterizzata da un corpo rastremato inferiormente, con collo più stretto e due anse impostate sul collo e sulla spalla. A differenza dei contenitori da trasporto sopra descritti, che presentavano un piede appuntito atto a facilitare l'immagazzinamento sulle navi, le anfore avevano un fondo piatto che permetteva ad esse di sostenersi. Erano destinate a contenere liquidi o granaglie ed in alcuni periodi furono destinate ai rituali di sepoltura, impiegate come urne cinerarie o come segnacoli tombali.
Già conosciute in epoca micenea, in epoca greca se ne distinguono due principali tipi in base al profilo tra spalla e collo che può seguire una curva continua, ovvero presentare uno stacco netto. Per ciascuna forma sono osservabili sistemi decorativi precipui e determinati dalla tecnica di decorazione impiegata e dal periodo storico.

### Anfore a profilo continuo
Questa forma è raramente presente al di fuori dell'Attica e compare già nel VII secolo a.C. divenendo comune in una forma rimodellata nel VI secolo a.C. Viene prodotta fino all'ultimo quarto del V secolo a.C. Se ne distinguono tre standard tipologici: 
- il più antico (diffuso nella prima metà del VI secolo a.C.) e più comune tra le varianti della forma è il tipo "B" che presenta anse cilindriche e piede "ad echino rovesciato";
- il tipo "A", successivo (intorno alla metà del secolo), presenta un orlo svasato (trapezoidale) con anse quadrangolari solitamente decorate con foglie d'edera e piede a doppio scalino;
- la variante meno diffusa è il tipo "C", utilizzato tra il 580 e il 470 a.C. circa. Si caratterizza per l'orlo a profilo rotondo invece che trapezoidale, mentre anse e piede variano.

### Anfore a collo distinto
Furono le più antiche, ereditate dalla ceramica micenea. Per il periodo protogeometrico se ne conoscono con anse orizzontali, impostate sul ventre, e con anse verticali; queste ultime sono le più diffuse e danno origine alla forma più allungata che diviene comune durante il periodo geometrico. Per i periodi orientalizzante e a figure nere l'anfora a collo distinto assume diverse forme, ma la più diffusa resta quella tipica del periodo geometrico. Una nuova forma viene modellata a metà del VI secolo a.C. ad Atene, dove diviene la forma tipica nelle figure nere del periodo maturo: il corpo assume forma ovoidale e la spalla si appiattisce. La forma tipica del periodo a figure rosse si presenta smagrita e frequentemente con anse intrecciate.

### Anfore panatenaiche
Tra le anfore con il collo distinto una variante è rappresentata dall'anfora panatenaica, con collo sottile e corpo largo fortemente rastremato verso il piede, creata ai tempi di Pisistrato e offerta come premio per le competizioni nelle Panatenee di Atene: presenta una decorazione dipinta tipica, sempre a figure nere (la dea Atena su un lato e la gara vinta sull'altro), fino al II secolo a.C. A partire dal IV secolo a.C. le anfore panatenaiche sono datate dall'iscrizione del nome dell'arconte eponimo. La forma tende a smagrire e ad allungarsi col tempo fino a perdere nel IV secolo a.C. l'aspetto originario dell'anfora a collo distinto. Furono prodotte anche anfore della medesima forma ma con diverse decorazioni, a volte più piccole, forse come souvenir.

### Anfore nicosteniche
Un'altra variante particolare era l'anfora nicostenica, che prende il nome dal suo creatore, il vasaio Nikosthenes, il quale ne produceva esemplari destinati unicamente al mercato etrusco. Presenta anse piatte che partono dall'orlo e collo a profilo tendenzialmente conico che raggiunge alla base quasi la larghezza massima del ventre. La forma dell'anfora nicostenica deriva da quella dell'anforetta a spirale, una tipologia vascolare frequentemente rinvenuta nelle sepolture villanoviane e orientalizzanti.

### Anfore nolane
Prendono il nome da Nola, luogo di rinvenimento di numerosi esemplari; sono una versione più piccola dell'anfora a collo distinto, frequenti nella prima metà del V secolo a.C. Presentano collo svasato, ampio orlo convesso e anse crestate; la versione con anse doppie, ciascuna composta da due sezioni cilindriche, è chiamata doubleen.

### Anfora tirrenica
È una variante con corpo meno espanso prodotta a partire dal 575 a.C. circa e destinata all'esportazione in Etruria.

### Anforisco
È un'anfora di piccole dimensioni con piede a punta usata per la conservazione degli oli profumati.

### Galleria di anfore greche

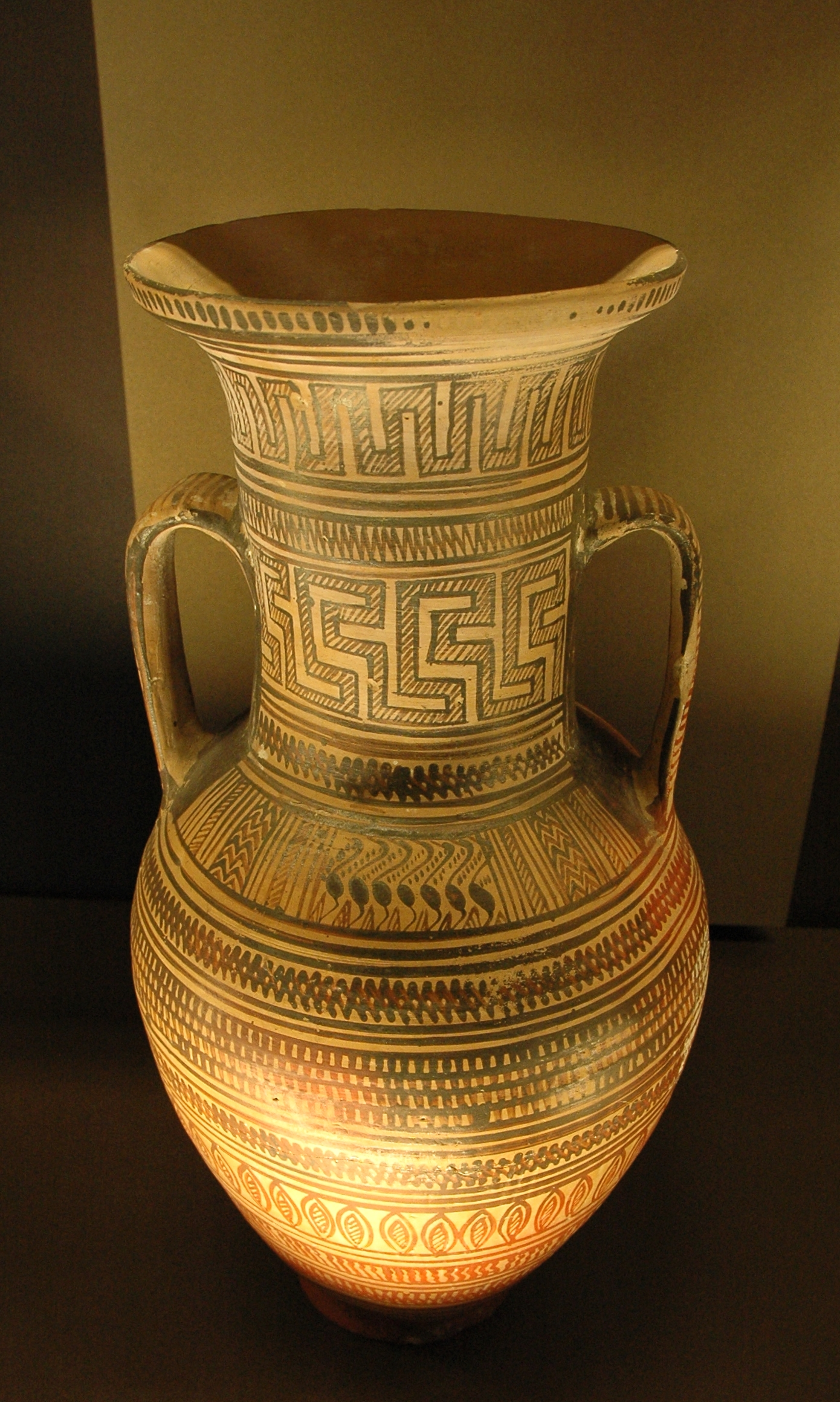
Anfora geometrica.
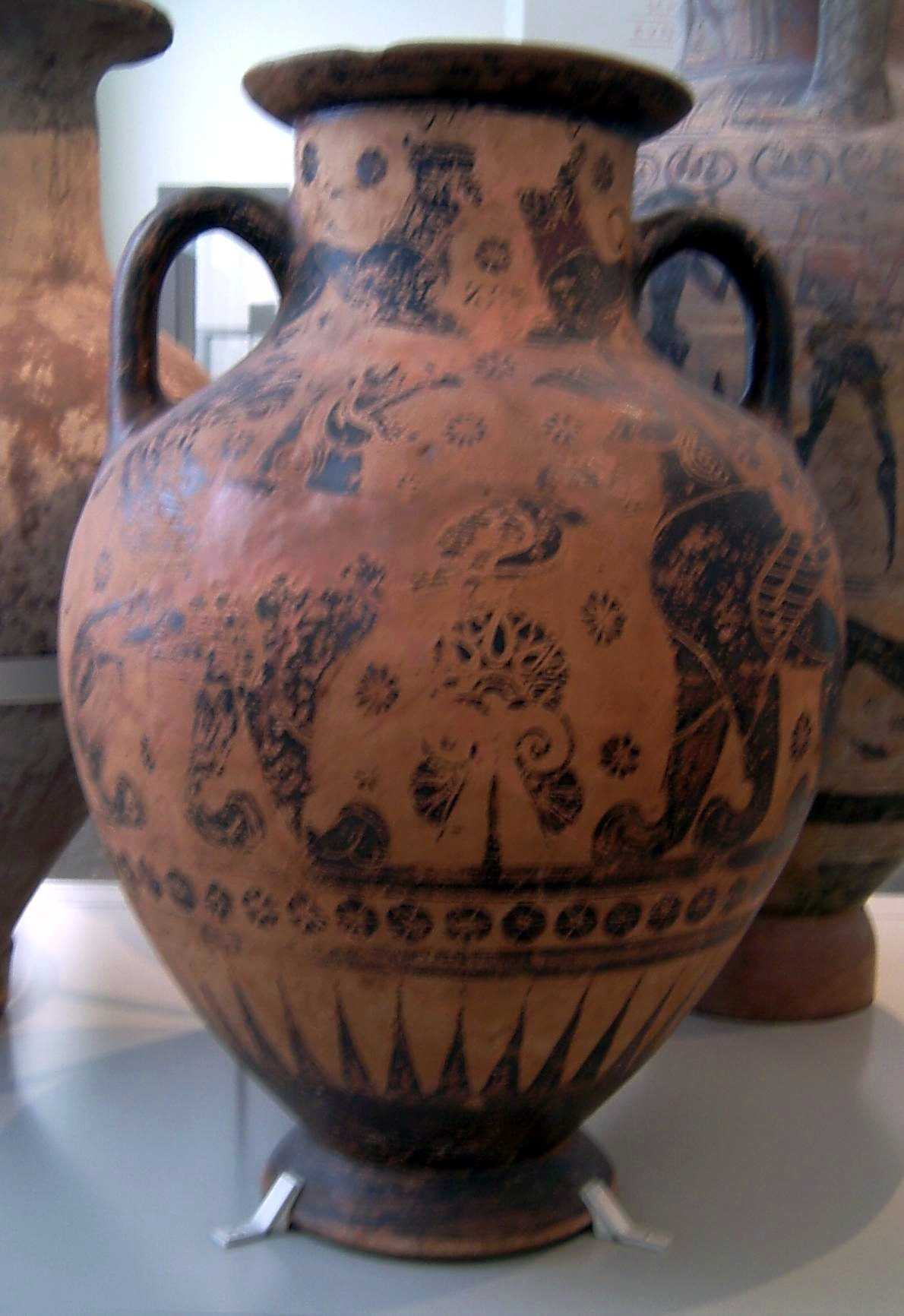
Anfora a profilo continuo tipo "B".
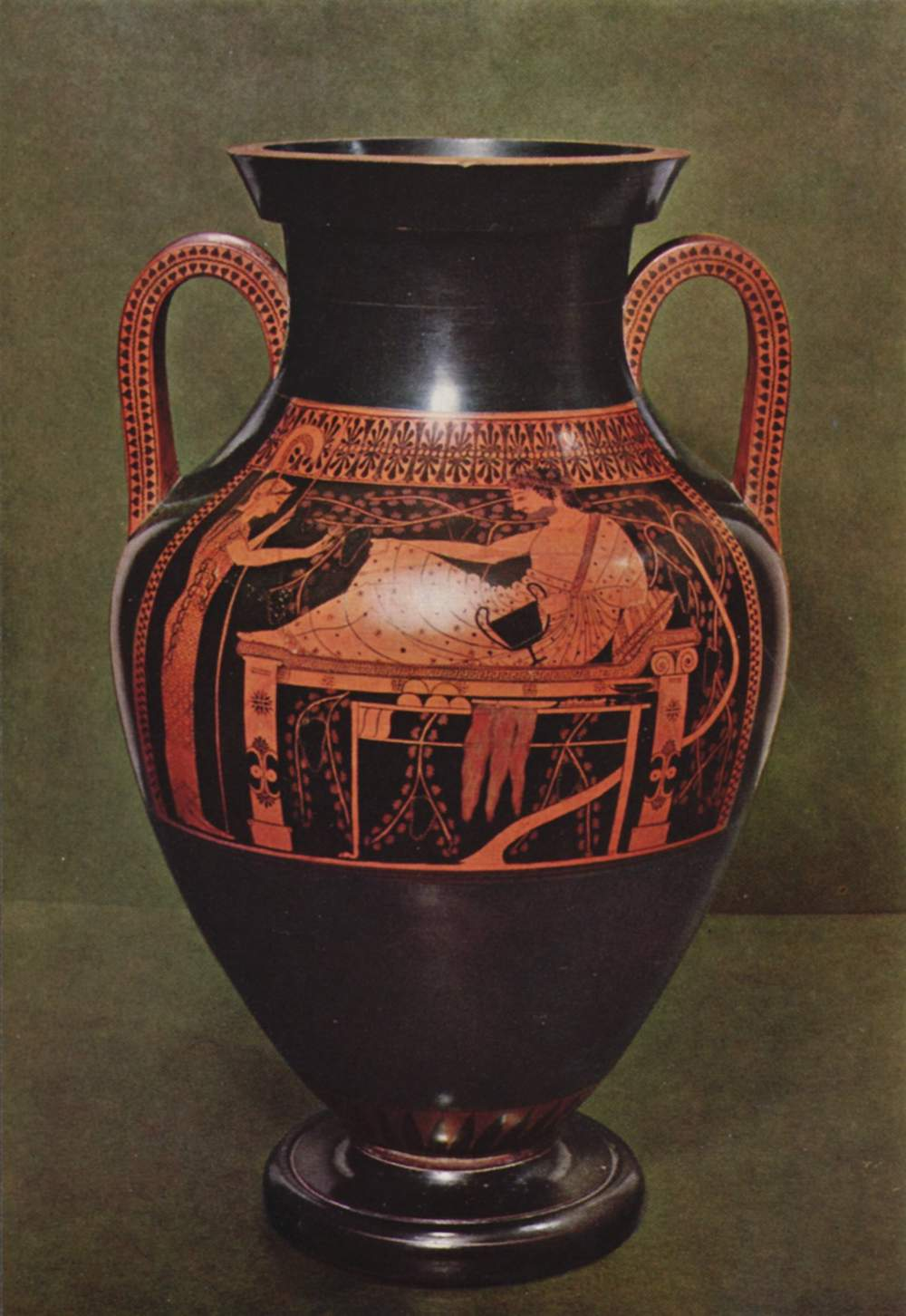
Anfora a profilo continuo tipo "A".
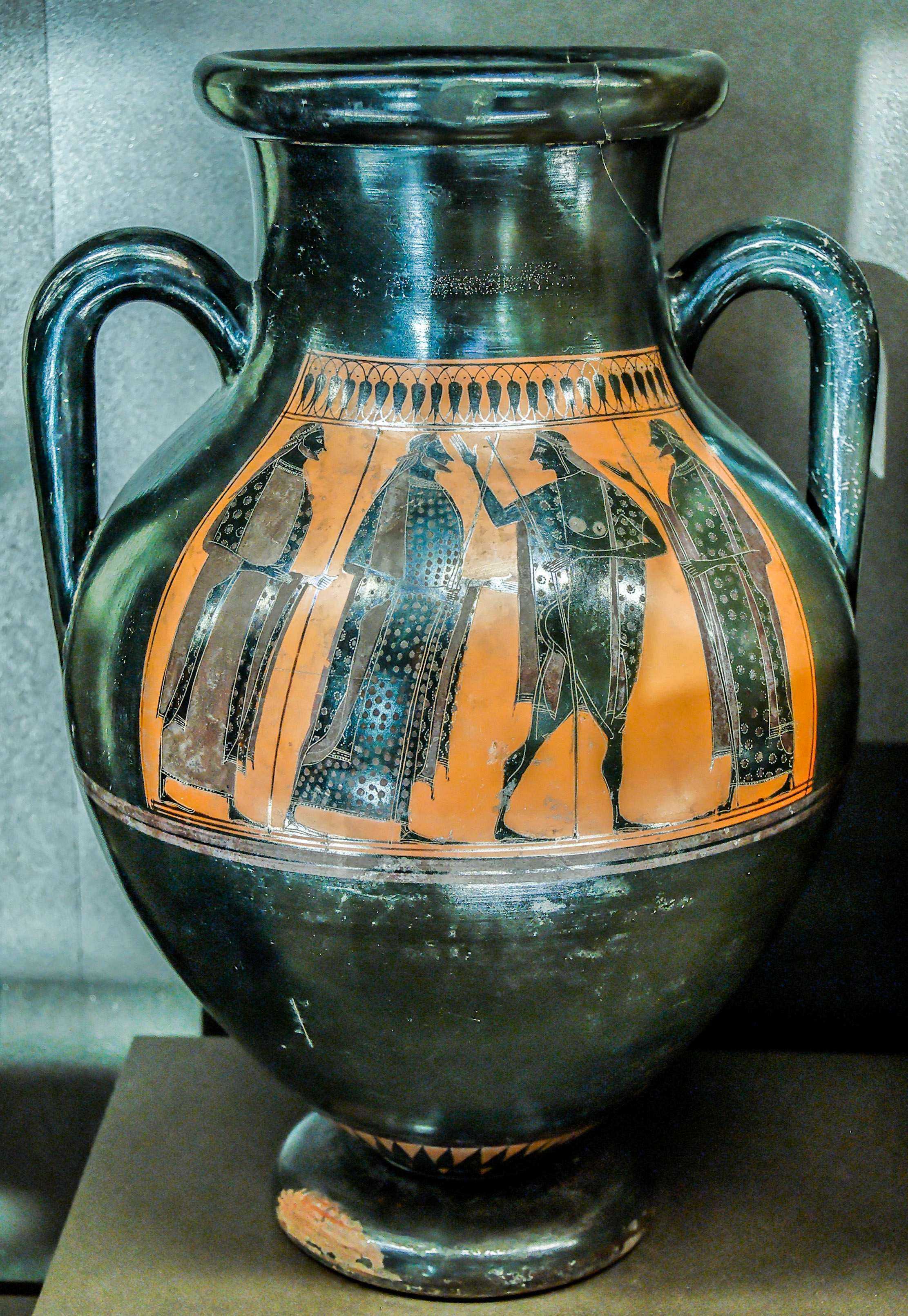
Anfora a profilo continuo tipo "C".
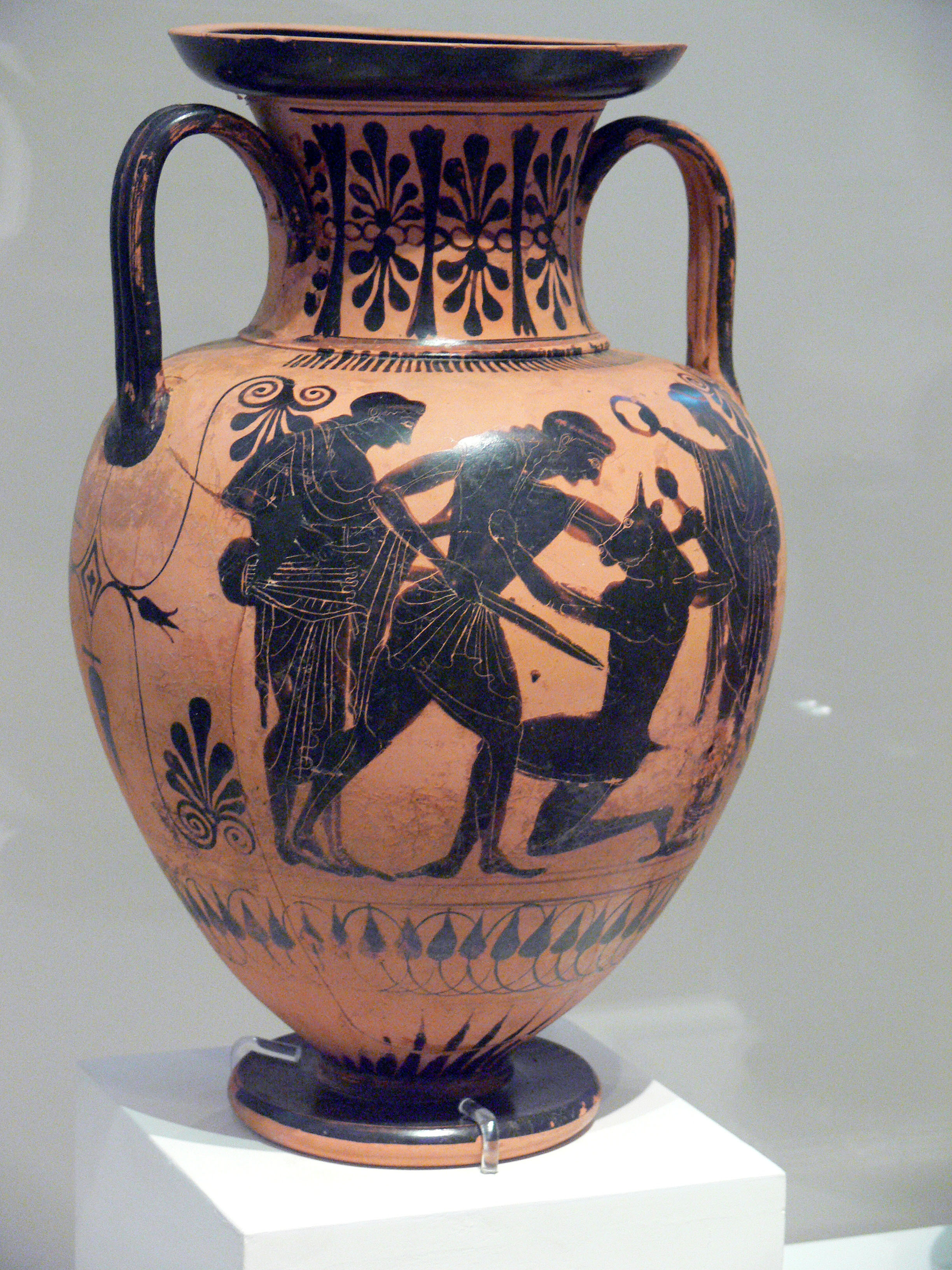
Anfora a collo distinto di tipo ovoide, diffusa nel secondo quarto del VI secolo a.C.
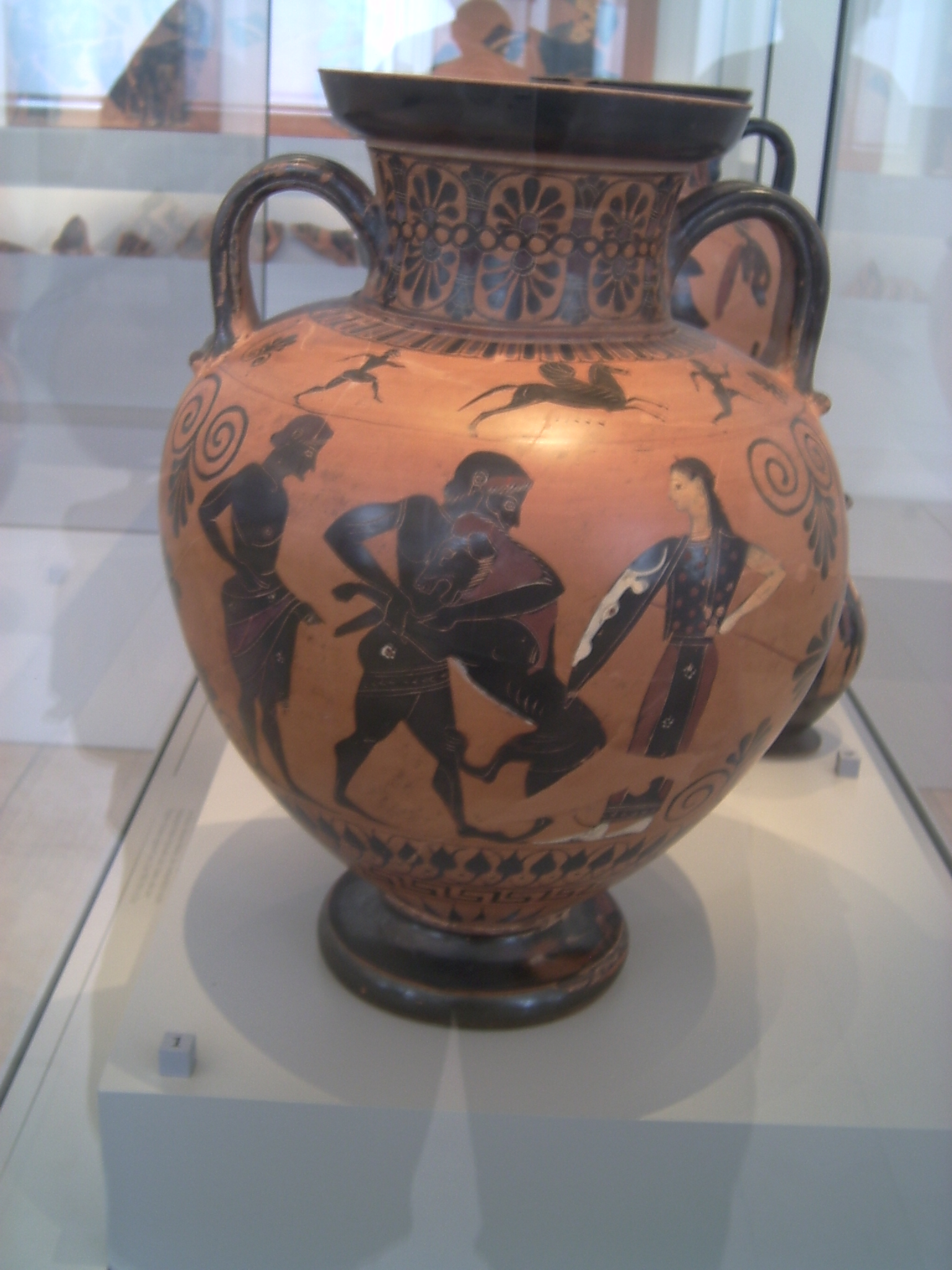
Anfora a collo distinto con corpo globulare
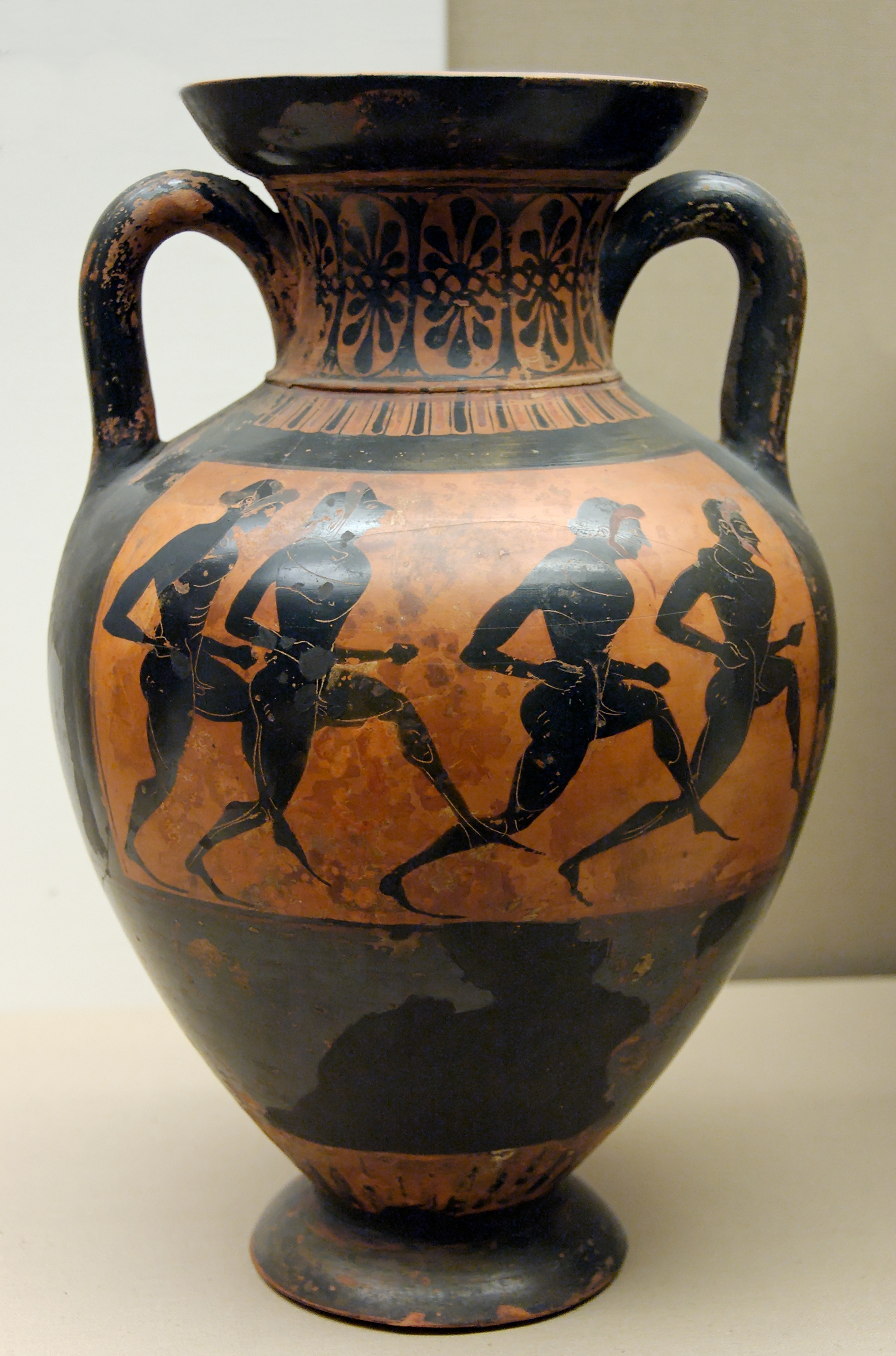
Anfora panatenaica
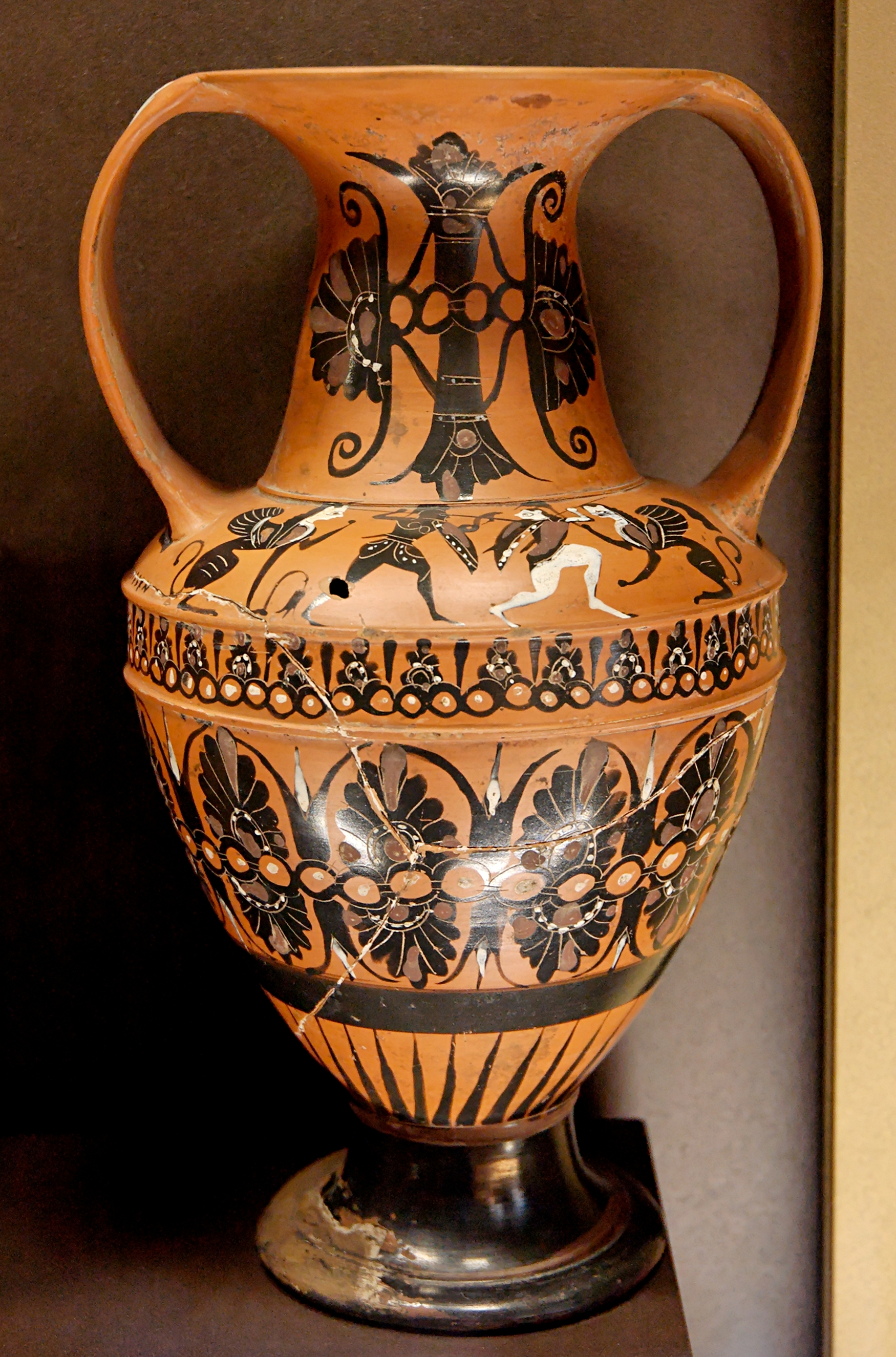
Anfora nicostenica
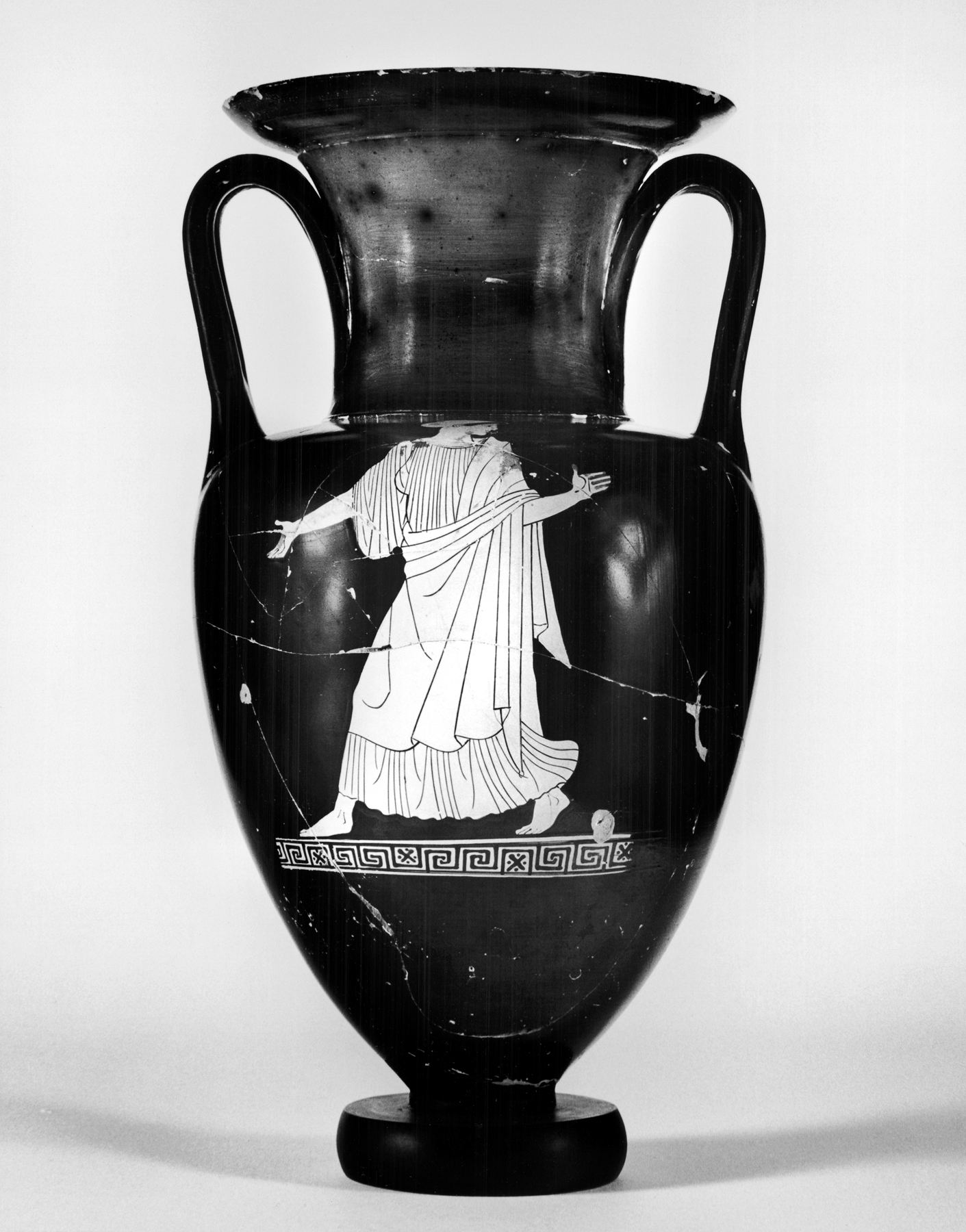
Anfora nolana
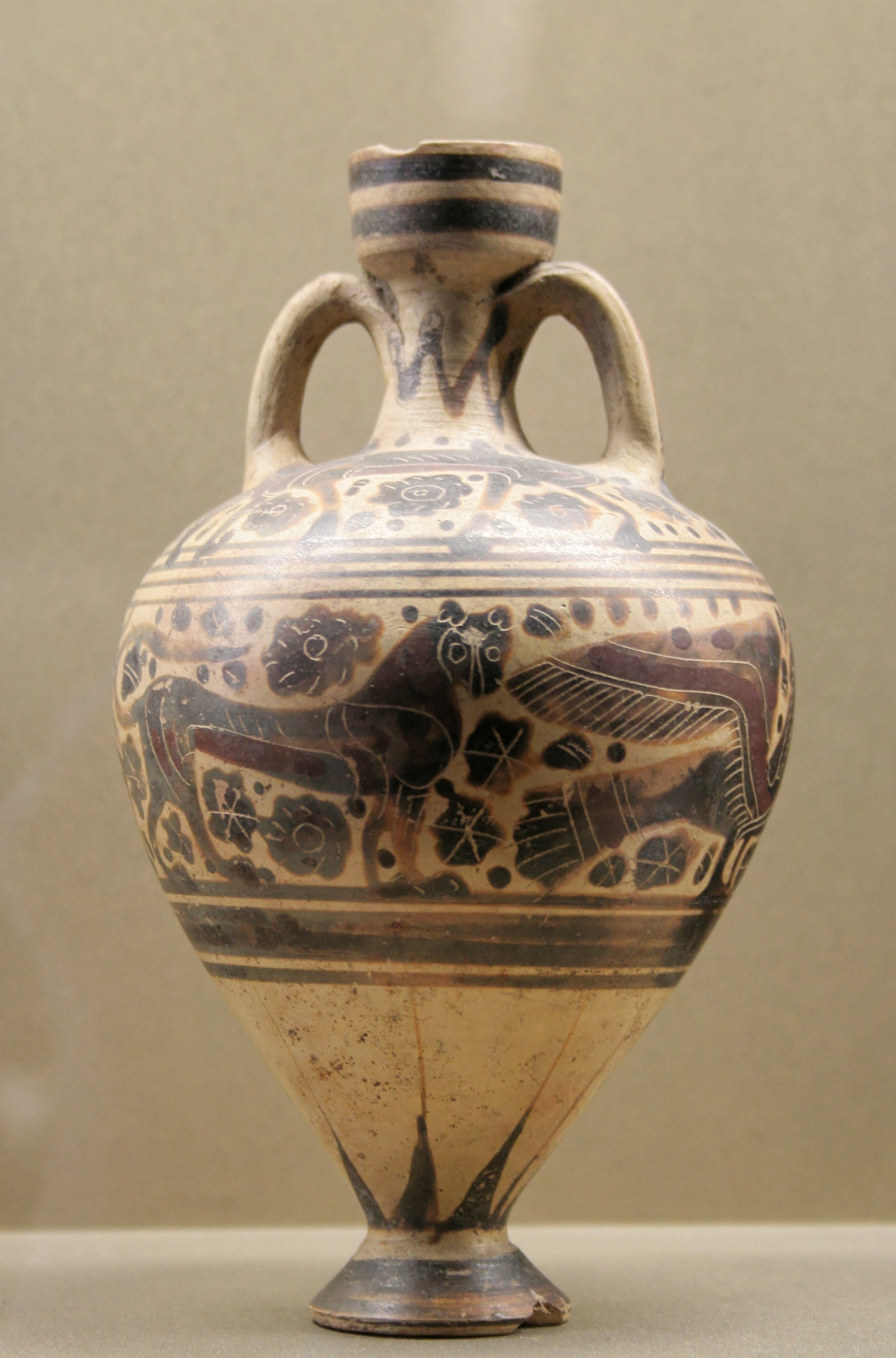
Anforisco

## L'anfora romana
Nel mondo romano, esisteva una grande varietà di anfore, ognuna con caratteristiche specifiche a seconda della funzione e del contenuto. L'anfora, come contenitore, ha una storia millenaria che affonda le sue radici nel mondo greco. I Romani, ereditando questa tradizione, la perfezionarono e la adattarono alle loro esigenze, creando una produzione di massa che ha lasciato un'impronta indelebile nel paesaggio archeologico.   
Nel corso dei secoli, le anfore romane subirono un'evoluzione significativa. Inizialmente, erano realizzate in terracotta grezza, prive di base e venivano sostenute da treppiedi o infilate nella sabbia. Un esempio di questo tipo di anfora è quella databile al I secolo a.C. ritrovata nel Monte Testaccio, un'enorme collina artificiale formata dall'accumulo di milioni di anfore, principalmente destinate al trasporto di olio proveniente dalla Betica (l'attuale Andalusia). Con il tempo, la produzione si affinò, le forme si standardizzarono e si diffusero nuove tecniche di produzione.  
Le dimensioni delle anfore variavano a seconda del contenuto e del periodo storico. In generale, le anfore vinarie erano più slanciate e con un'imboccatura stretta, mentre quelle olearie erano più panciute. I materiali utilizzati erano principalmente argille locali, cotte in fornaci a doppia camera.   
Un aspetto interessante dell'evoluzione delle anfore è la loro diffusione geografica. Inizialmente, la produzione era concentrata in alcune aree specifiche, come l'Etruria e la Campania. Con l'espansione dell'impero, le fornaci si diffusero in tutto il Mediterraneo, adattando le forme e i materiali alle esigenze locali e alla disponibilità delle risorse. Questa diffusione capillare della produzione di anfore è legata anche allo sviluppo delle rotte commerciali marittime e fluviali.   
Le anfore, oltre ad essere semplici contenitori, hanno svolto un ruolo cruciale nell'economia romana. La loro standardizzazione, in termini di forma e capacità, le rese un'unità di misura fondamentale per il commercio e la tassazione, facilitando gli scambi e il controllo delle merci in tutto l'impero. Le anfore romane, con la loro varietà di forme, dimensioni e decorazioni, sono una testimonianza preziosa della vita quotidiana, dell'economia e dei commerci nell'antica Roma. Lo studio della tipologia delle anfore, del loro contenuto, dei sigilli e delle iscrizioni, ci permette di ricostruire le rotte commerciali, le attività produttive e le abitudini alimentari di un impero che ha segnato la storia del Mediterraneo. L'analisi di questi aspetti, nel loro insieme, contribuisce a una comprensione più completa e sfaccettata della civiltà romana, della sua organizzazione sociale, della sua economia e della sua cultura materiale.

### Contenuto delle anfore romane
Le anfore romane erano utilizzate per trasportare e conservare una grande varietà di prodotti, sia liquidi che solidi. I più comuni erano:
- Vino: il vino, bevanda fondamentale nella cultura romana, veniva trasportato in anfore vinarie, spesso rivestite internamente con pece per migliorarne la conservazione e il sapore.[10]
- Olio: l'olio d'oliva, altro prodotto fondamentale dell'agricoltura mediterranea, veniva trasportato in anfore olearie, generalmente più grandi e robuste di quelle vinarie.
- Salse di pesce: il garum, una salsa di pesce fermentato molto apprezzata dai Romani, veniva conservato e trasportato in anfore di piccole dimensioni.[11]
- Cereali: grano, orzo e altri cereali venivano conservati in anfore di grandi dimensioni, destinate all'approvvigionamento delle città e degli eserciti.
- Frutta secca: mandorle, noci e altri frutti secchi, come anche pinoli, venivano conservati in anfore, soprattutto per il trasporto a lunga distanza.[6]
- Miele: il miele, utilizzato come dolcificante e come ingrediente in diverse preparazioni, veniva conservato in anfore di piccole dimensioni.

La varietà dei prodotti trasportati nelle anfore testimonia l'importanza di questi contenitori nell'economia romana e nella vita quotidiana.

### Sigilli delle anfore romane
Per garantire l'integrità del contenuto e per identificare il produttore o il proprietario, le anfore venivano spesso chiuse con sigilli di piombo. Questi sigilli, applicati sul collo dell'anfora dopo la chiusura con un tappo di sughero o di ceramica, riportavano diverse informazioni, come il nome del produttore, la data di produzione, la provenienza del prodotto e il destinatario.  
I sigilli potevano avere forme diverse, da semplici dischi a figure più elaborate, e venivano impressi con matrici incise. Le iscrizioni sui sigilli, spesso abbreviate, offrono preziose informazioni agli archeologi per ricostruire le rotte commerciali e l'organizzazione economica del mondo romano.
In alcuni casi, i sigilli erano realizzati in altri materiali, come la terracotta o il gesso, e potevano essere decorati con simboli o figure. La presenza di sigilli in lega di piombo e argento è stata documentata su anfore contenenti garum. I sigilli, quindi, non solo garantivano l'autenticità del prodotto, ma rappresentavano anche un elemento di controllo fiscale e amministrativo.

### Graffiti e titoli pitti
Oltre ai sigilli, le anfore romane potevano presentare iscrizioni dipinte o incise, chiamate rispettivamente tituli picti e graffiti. Sia i sigilli che le iscrizioni dipinte o incise sulle anfore rappresentano una forma di comunicazione e di documentazione, fornendo informazioni sul contenuto, la provenienza, la destinazione e il peso dell'anfora.
I tituli picti, realizzati con pennello o calamo, erano generalmente più elaborati e riportavano informazioni più dettagliate, come il nome del produttore, la data consolare, il nome del mercante e l'unità di misura. I graffiti, invece, erano incisioni più semplici, realizzate con oggetti appuntiti, e riportavano spesso solo informazioni essenziali, come il numero di anfore o il peso del contenuto.
Queste iscrizioni, apparentemente banali, sono una fonte preziosa per gli archeologi, in quanto permettono di ricostruire le rotte commerciali, le attività economiche e la vita quotidiana nel mondo romano. Lo studio dei tituli picti e dei graffiti, insieme all'analisi della diffusione delle diverse tipologie di anfore, contribuisce a delineare un quadro complesso e affascinante degli scambi commerciali e delle interconnessioni tra le diverse regioni dell'impero romano.

## Musei di anfore in Italia
Le anfore romane sono state ritrovate in gran numero in tutta Italia, sia in contesti terrestri che subacquei. Molti musei e siti archeologici italiani espongono collezioni di anfore, offrendo al pubblico la possibilità di ammirare questi reperti e di approfondire la conoscenza del mondo cananeo, fenicio, punico, greco, romano, bizantino, ecc. Di seguito alcuni dei numerosissimi esempi di musei dedicati al tema, del tutto o in parte.
| Museo / sito                     | Luogo                         | Descrizione                                                                                           |
| -------------------------------- | ----------------------------- | --- |
| Museo delle Anfore               | San Benedetto del Tronto (AP) | Collezione di anfore provenienti da diverse aree del Mediterraneo, recuperate dai pescherecci locali. |
| Museo Nazionale Romano           | Roma                          | Ricca collezione di anfore, provenienti da Roma e da altre località dell'impero.                      |
| Musei Civici di Vicenza          | Vicenza                       | Sezione dedicata alle anfore romane rinvenute nella città.                                            |
| Museo di Genova                  | Genova                        | Anfore ritrovate nei fondali della costa ligure.                                                      |
| Ostia Antica                     | Ostia (RM)                    | Numerosi magazzini e depositi con anfore di diverse tipologie.                                        |
| Pompei ed Ercolano               | Pompei ed Ercolano (NA)       | Anfore in contesti domestici e commerciali.                                                           |
| Area archeologica di Fianoromano | Fianoromano (RM)              | Tabernae con anfore, monete e altri reperti.                                                          |
| Oderzo                           | Oderzo (TV)                   | Anfore romane e tombe a cremazione.                                                                   |

## L'anfora come unità di misura
Nell'antica Grecia le misure di capacità variavano a seconda che fossero destinate ai liquidi (μέτρα ὑγρά) o ai solidi (μέτρα ξηρά); nel caso dei liquidi, ad esempio, si utilizzava l'anfora (in greco antico: ἀμφορεύς?): un'unità di misura del volume che nel sistema attico di Solone corrispondeva a 72 cotili o a 1/2 metreta (19,44 litri).
Con il termine anfora veniva indicata nel Cinquecento un'unità di peso e di capacità, utilizzata dai commercianti italiani, soprattutto veneziani. Veniva abbreviata con il segno @.